# Maria Zankovetska

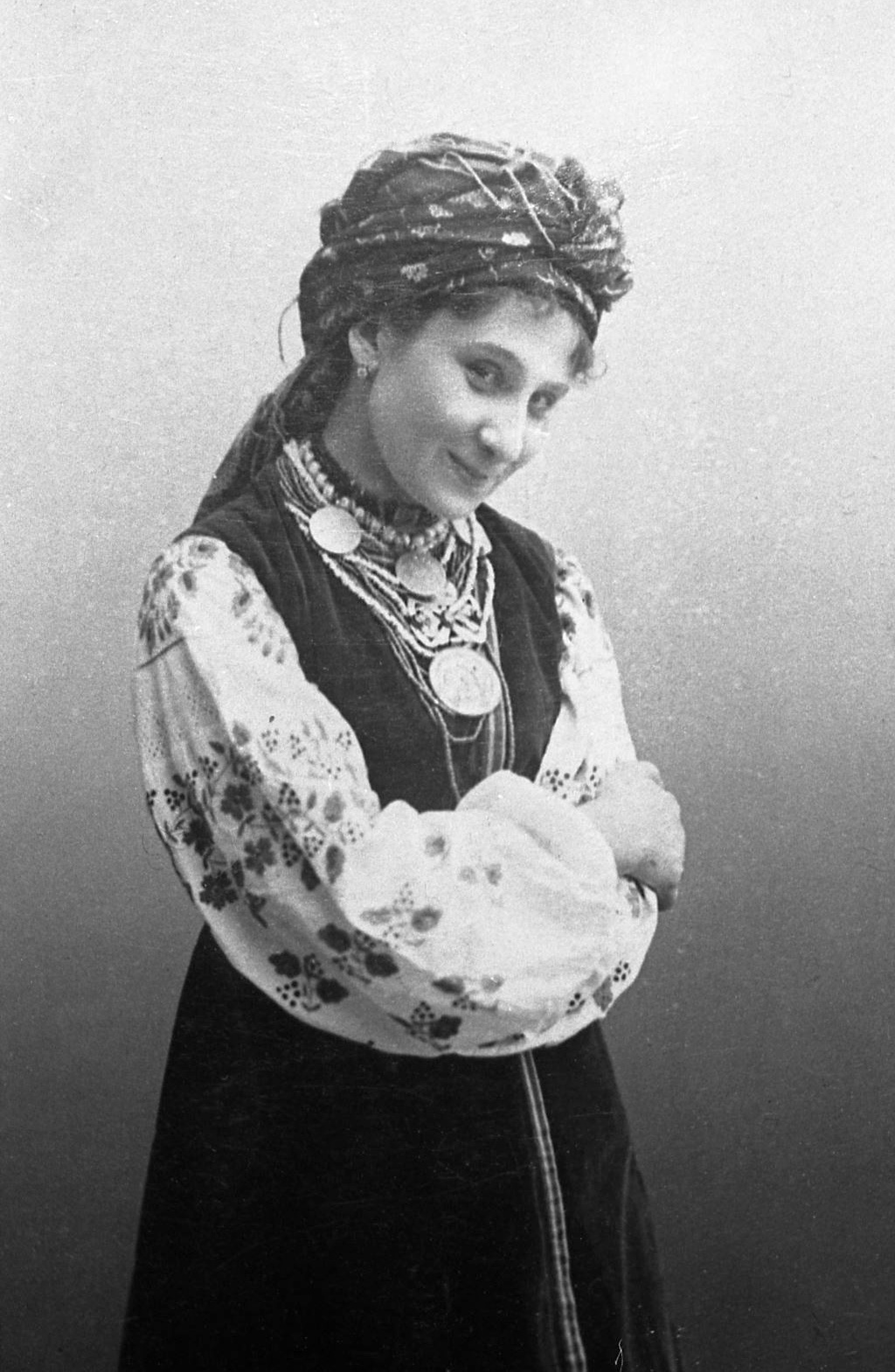
Maria Zankovetska interpretando el papel de "Tsvirkunka", 1892

Maria Zankovetska (en ucraniano: Марія Заньковецька, Mariia Zankovetska; Maria Kostyantynivna Adasovska; 4 de agosto de 1854-4 de octubre de 1934) fue una actriz de teatro ucraniana. Hay algunas fuentes que afirman que nació el 3 de agosto de 1860.

## Biografía
Maria nació siendo hija de un terrateniente empobrecido y noble llamado Kostyantyn Kostyantynovych Adasovsky y de una residente de la ciudad de Chernígov (burgués) llamada Maria Vasylivna Nefedova en un pueblo en Zanky, Condado de Nizhyn, Gobernación de Chernígov (actualmente Raión de Nizhyn). Tenía varios hermanos. Y María se graduó del Gimnasio Femenino de la ciudad de Chernígov.
En 1876 María salió al escenario del teatro Nizhyn. La ciudad de Nizhyn se convirtió en su ciudad natal donde mantuvo su propio edificio. Su carrera profesional comenzó el 27 de octubre de 1882 en el Teatro de la Ciudad de Yelizavetgrad (Kirovogrado) bajo la dirección de Marko Kropyvnytsky. Su primer papel fue Natalka de la obra de Kotlyarevsky "Natalka Poltavka". Más tarde, María participó entre las compañías ucranianas más populares y profesionales de Marko Kropyvnytsky, Marko Kropyvnytsky, Mykhailo Starytsky, Mykola Sadovsky, Panas Saksahansky. Su nombre artístico Zankovetska se deriva del nombre del pueblo donde nació.
La carrera profesional de Zankovetska (repertorio) representó en más de 30 papeles. Los personajes que interpretaba mayormente eran heroínas dramáticas. Maria cantó con voz de mezzo-soprano. La actriz creó imágenes en las que penetraba un drama real y una comedia ardiente. Ella glorificó con su obra a la gente común y corriente revelando la inmensidad de sus almas. Con una voz encantadora, una soprano dranática, actuó incomparablemente en obras de teatro de canciones populares ucranianas.
Zankovetska exigió la apertura en Nizhyn de un teatro estatal permanente. En 1918 organizó una "compañía ucraniana de teatro popular bajo la dirección de M. Zankovetska", donde interpretó a actores como Borys Romanytsky, Andriy Rotmyrov y otros. Se establecieron varias obras de teatro entre las que se encontraban "Natalka Poltavka", "Hetman Doroshenko", "Aza the Gypsy". Reconociendo sus méritos escénicos, en junio de 1918 el Hetman de Ucrania Pavlo Skoropadsky aprobó la adopción por parte del Consejo de Ministros de una resolución sobre el nombramiento de una pensión estatal vitalicia para Zankovetska.
En 1922, Ucrania celebró triunfalmente el 40 aniversario de la carrera de Zankovetska. Fue la primera persona en Ucrania a quien el gobierno otorgó el título de Artista del Pueblo de la república.
Zankovetska murió el 4 de octubre de 1934. Fue enterrada en el Cementerio de Baikove, en Kiev.

## Lista de papeles interpretados en obras teatrales seleccionados
- 1882 - Natalka ("Natalka Poltavka", Iván Kotliarevski)
- 1882 - Halya ("Nazar Stodolya", Tarás Shevchenko)
- 1882 - Tsvirkunka ("Black Sea sailors", Mykhailo Starytsky)
- 1883 - Olena ("Hlytai or the Spider", Marko Kropyvnytsky)
- 1887 - Kharytyna ("Serf maiden", Iván Karpenko-Karyi)
- 1889 - Katrya ("Not destined", Mykhailo Starytsky)
- 1891 - Aksyusha ("Forest", Alexander Ostrovsky)
- 1892 - Aza ("Aza the Gypsy", Mykhailo Starytsky)
- Ulyana Kvitchyna ("Wedding in Honcharivka")
- Yo ("Loss of Nadiya", Herman Heijermans)

## Filmografía
- 1909 - Natalka (Natalka Poltavka)
- 1923 - Mother (Ostap Bandura)